# El almuerzo sobre la hierba (Monet)
El almuerzo sobre la hierba (en francés: Le Déjeuner sur l’herbe) es una pintura de gran formato del pintor francés Claude Monet, que realizó en 1865 en respuesta a la famosa pintura del mismo nombre de su colega pintor Édouard Manet. El cuadro, de 4,6 por 6 metros, quedó inacabado. Dos fragmentos de la pintura han sido recortados y se encuentran en el Museo de Orsay.

## Descripción
La imagen, en su forma original, mostraba a doce personas, un grupo de amigos burgueses vestidos a la última moda parisina, disponiéndose a celebrar un pícnic en un claro soleado en un bosque de abedules. Las figuras representadas se agrupan alrededor del mantel de pícnic blanco sobre el que se ha colocado la comida, fruta, vino, y la dama sentada reparte los platos. La atmósfera en este espacio natural se crea principalmente por el juego de luces y sombras debido al follaje.

## Historia

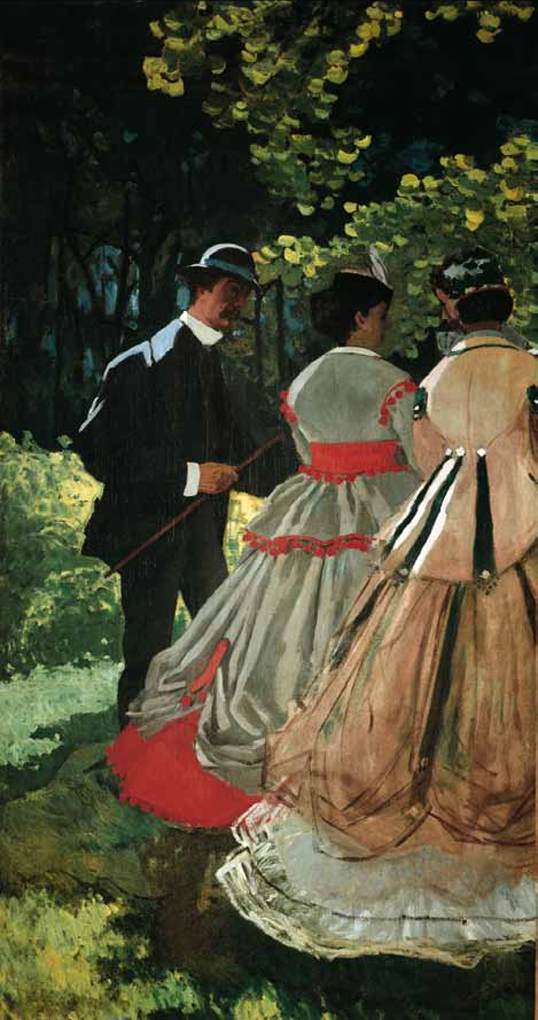
Claude Monet: El almuerzo sobre la hierba (fragmento izquierdo), 418 × 150 cm, Museo de Orsay, París.

En el Salón de París de 1865, a Monet se le permitió mostrar dos pinturas marinas, que recibieron una respuesta positiva, lo que llevó al artista a planificar una pieza monumental para la exposición del Salón de 1866, que no pudo completar. Camille Doncieux, con quien Monet entabló una relación, se sentó como su modelo central para este trabajo.
Para las figuras del cuadro, la amante de Monet, Camille, y su amigo Frédéric Bazille se sentaron y se pusieron de pie como modelos en el bosque de Fontainebleau, lo que registró en un estudio preliminar. El caballero de constitución fuerte sentado junto a la dama en el centro, es Gustave Courbet. Transfirió los apuntes al gran formato en su estudio en París alrededor de octubre de 1865, pero tuvo que darse cuenta poco antes del comienzo del Salón de que no podría completar la obra a tiempo. El propio Monet otorgó a este cuadro un lugar clave en su obra y un lugar especial en su estudio, donde los visitantes podían admirarlo ampliamente.
Dado que el formato monumental imposibilitaba trabajar al aire libre, se pintó en el estudio a partir de los bocetos del natural. La pintura quedó sin terminar, sobre todo debido a las críticas de Gustave Courbet. Monet también se abstuvo de presentarlo así incompleto al Salón. Más tarde tuvo que darle a su arrendador El almuerzo sobre la hierba como depósito para sus deudas de alquiler. Sin embargo, dado que este guardó la pintura enrollada en su sótano húmedo durante seis años, se enmoheció en los bordes. Cuando Monet pudo recuperar y extender el cuadro en 1884, descubrió que estaba muy dañado, y tuvo que recortar los bordes. Finalmente, lo restauró dividiéndolo en tres partes. A la parte derecha se le perdió el rastro y se desconoce su destino o paradero actual.
Se conservan tres estudios preliminares. Estos se encuentran en el Museo Marmottan Monet de París, la Galería Nacional de Arte de Washington y el Museo Pushkin de Moscú.

## Estilo
Monet proyectó el cuadro basándose en el cuadro El almuerzo sobre la hierba de Manet de 1863, que provocó un escándalo por su composición poco académica y la desnudez representada sin ninguna conexión mitológica o alegórica. Monet admiraba las obras de Manet, con quien estará en estrecho contacto desde 1866. Sin embargo, aunque deseoso de mostrar una escena moderna, de la vida contemporánea, tema predilecto de los impresionistas, quería que su pintura estuviera más en línea con el gusto del gran público.

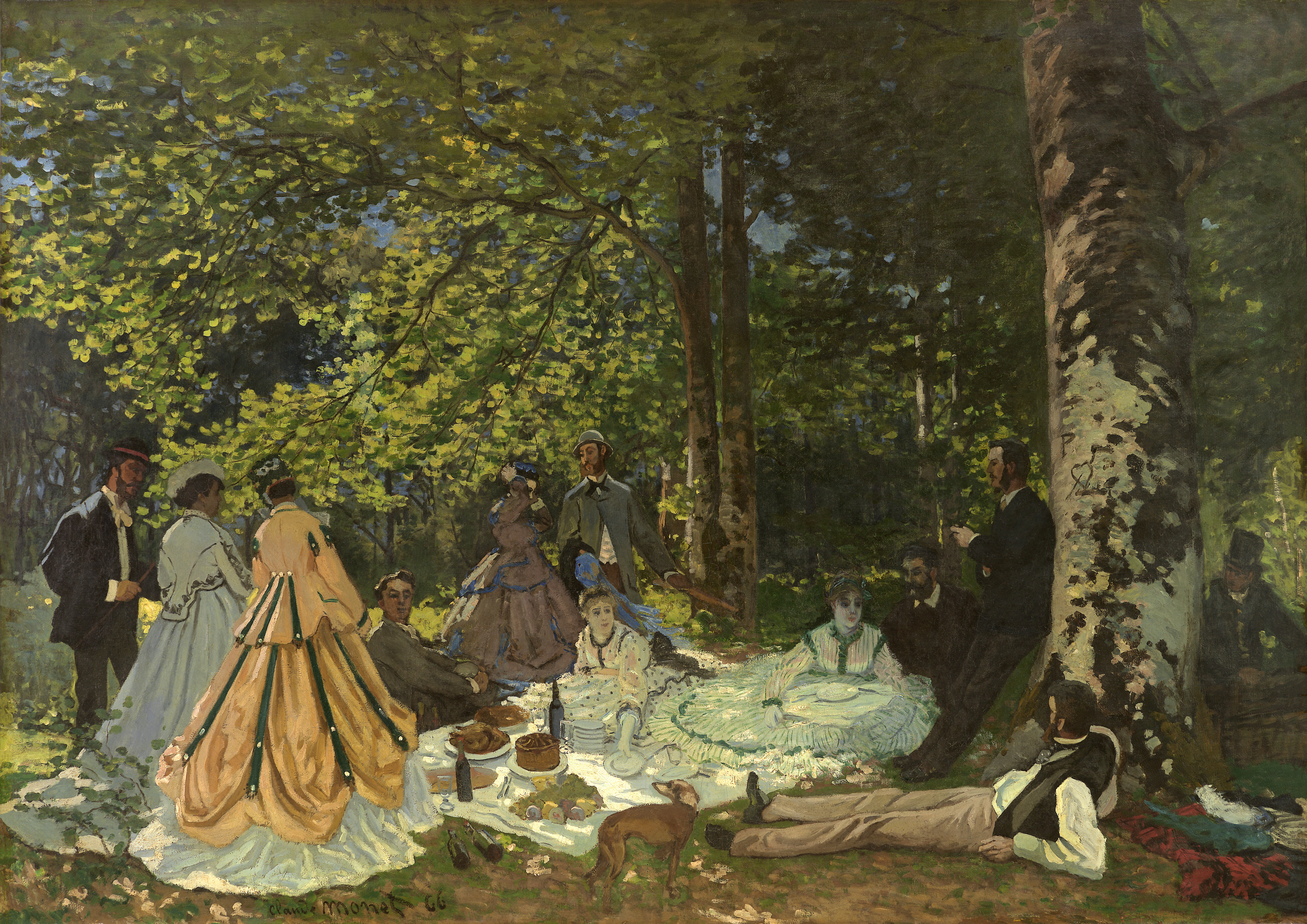
Boceto de la obra en el Museo Pushkin de Moscú.

A diferencia del cuadro de Manet, El almuerzo sobre la hierba de Monet no estaba destinado a ser creado únicamente en el estudio, sino al aire libre (en plein air). Otra diferencia fue la renuncia a la provocación en la representación para adaptarse a los gustos del público amante del arte, ya que Monet buscaba en el Salón un reconocimiento que no había encontrado antes. Pretendía que las figuras fueran de tamaño natural, incluso más realistas que en las obras de Manet y Gustave Courbet.